# Phytophthora
Phytophthora é um género de protistas que engloba algumas espécies particularmente nocivas para a agricultura e silvicultura, responsáveis por várias doenças em plantas, vulgarmente associadas ao termo "podridão". O termo em latim refere-se, aliás, a esta característica ao aliar o termo grego phyton (planta) com phthora (destruição). Por vezes, tudo ao que parece, por engano, é frequente encontrar a designação Phytophora e Phytosphora. Em alguns sistemas de classificação, pertence à divisão (ou reino) Eumycota e à subdivisão Mastigomycotina - sendo considerado, nesse caso, como um fungo. De facto, este género de protistas são semelhantes a fungos, e ataca as plantas de modo semelhante às dos patogéneos fúngicos, pelo que são, por isso, frequentemente considerados como fungos (ou pertencente a um reino à parte: Eumycota). Atacam especialmente as plantas dicotiledóneas.
Phytophthora pode reproduzir-se sexuada ou assexuadamente. Os zoosporos assexuados são capazes de viver como saprótrofos (ou decompositores), pelo que podem subsistir no solo longo tempo após a morte e remoção das plantas hospedeiras. 
Existem várias espécies, incluindo:
- Phytophthora cactorum (podridão-do-colo)
- Phytophthora cinnamomi (- que afecta uma grande variedade de espécies arbóreas, desde árvores da Oceania até aos castanheiros europeus (com a chamada doença-da-tinta);
- Phytophthora erythroseptica (Podridão-rosada);
- Phytophthora infestans (requeima-do-tomateiro ou míldio-da-batateira);
- Phytophthora lateralis - doença que provoca a morte dos Cedros-do-oregon;
- Phytophthora ramorum (fungo da morte súbita dos carvalhos).
- Phytophthora sojae (Podridão da raiz da soja) - causa de grandes perdas em colheitas de soja.

As doenças provocadas por este género de planta são difíceis de controlar quimicamente, de modo que é frequente o uso de variedades cultivares resistentes aos patogéneos.